# Jablonovygebergte
Het Jablonovygebergte (Russisch: Яблоновый хребет, Jablonovuij chrebet) is een bergketen hoofdzakelijk gelegen in de Kraj Transbaikal in Siberië. Het maakt deel uit van de Zuid-Siberische gebergtes. Het smalle en 1.600 kilometer lange midden- en hooggebergte strekt zich uit vanaf het noordoosten van Mongolië tot ten oosten van het Baikalmeer. In het noordoosten sluit het gebergte aan bij het Stanovojgebergte. Ten noorden ligt het Vitimplateau. Het hoogste punt is 2.499 meter.
Het gebergte vormt de scheiding tussen de stroomgebieden van rivieren die uitmonden op de Noordelijke IJszee en de Stille Oceaan. Het gebergte bestaat uit graniet, leisteen en zandsteen. Er groeien Russisch lariks en zilversparren, Vanaf 1.200-1.400 meter bergtoendra. De Ingoda, de Tsjita en de Oljokma ontspringen in het gebergte.
Er wonen, behalve in Tsjita, weinig mensen in het gebied. Er zijn concentraties rond de mijnen waaruit vooral tin gehaald wordt. De Trans-Siberische spoorlijn loopt parallel met het gebergte voor het ten slotte in een tunnel verdwijnt om de hoogtes niet te moeten overwinnen.